# Xyletobius bidensicola
Xyletobius bidensicola là một loài bọ cánh cứng thuộc họ Ptinidae.